# Gundelsheim (Badenia-Wirtembergia)
Gundelsheim (MAF: /ˈɡʊndl̩sˌhaɪ̯m/, posłuchajⓘ) – miasto w Niemczech, w kraju związkowym Badenia-Wirtembergia, w rejencji Stuttgart, w regionie Heilbronn-Franken, w powiecie Heilbronn Leży nad Neckarem, ok. 15 km na północ od Heilbronn, przy drodze krajowej B27 i linii kolejowej Stuttgart-Mannheim.

## Galeria

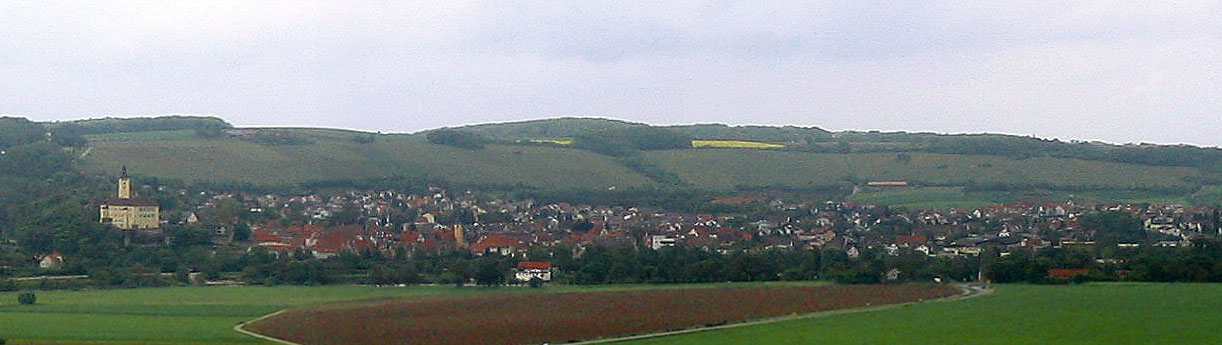
Panorama miasta

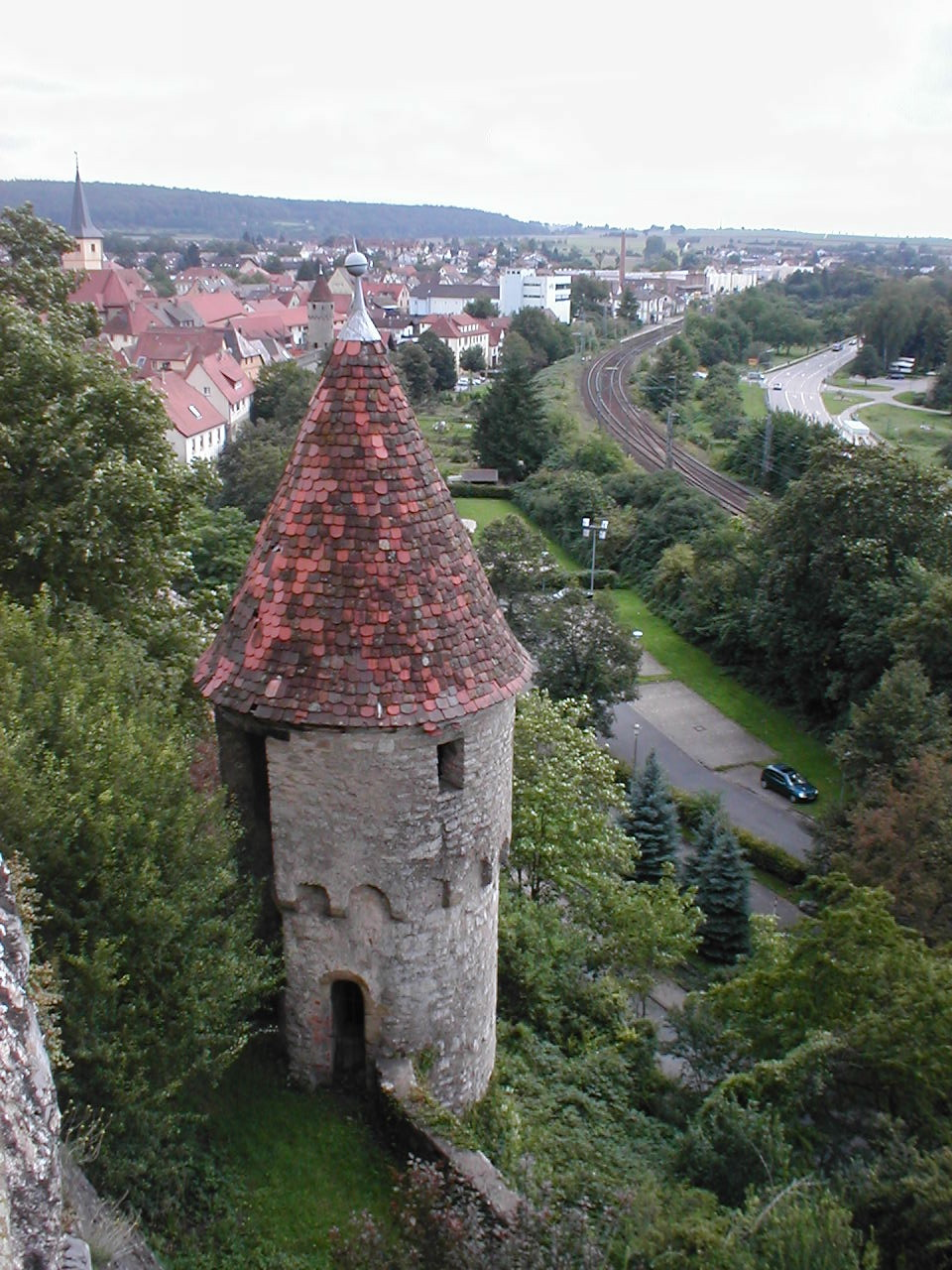
Wieża zamkowa
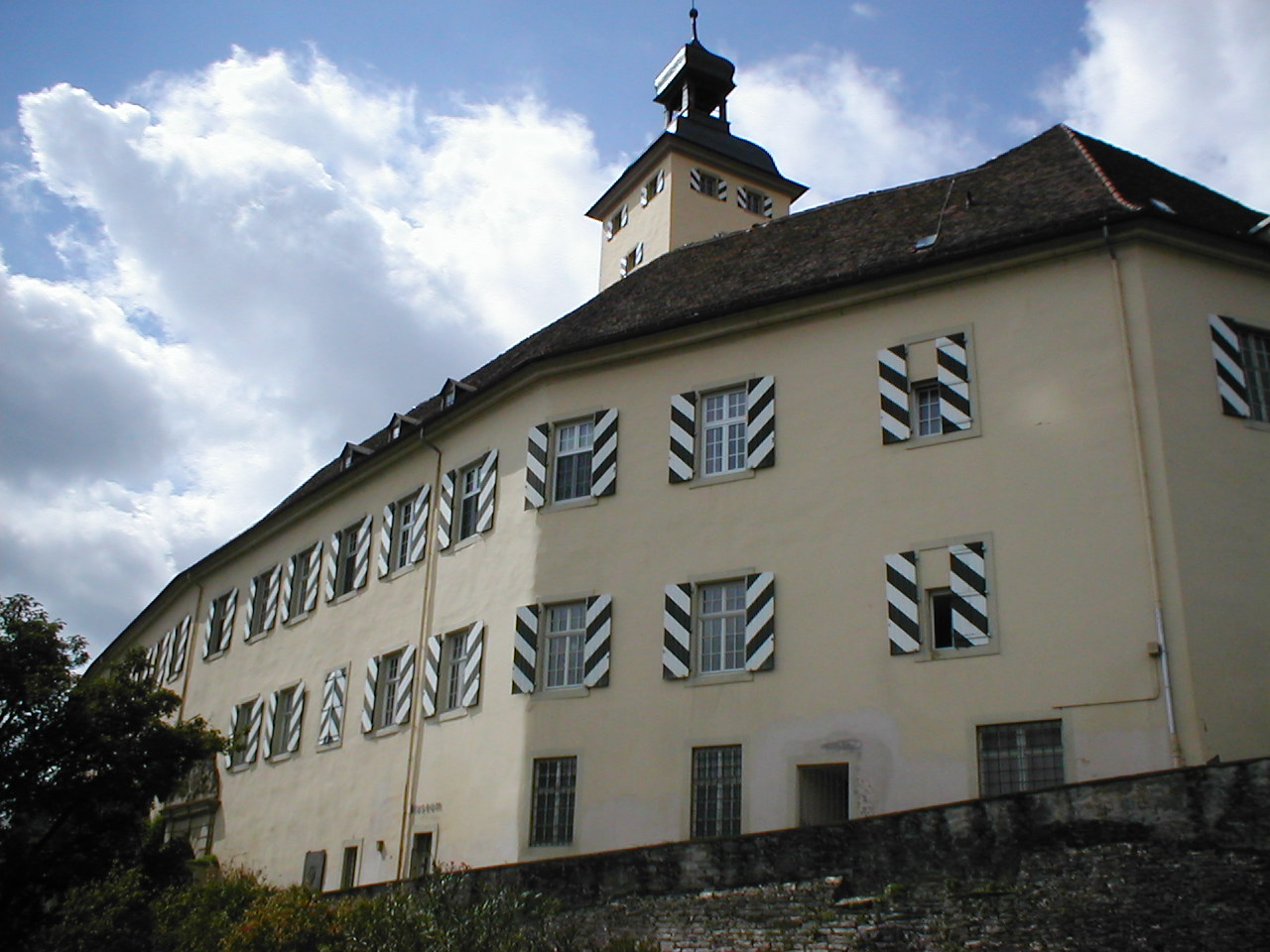
Zamek Horneck
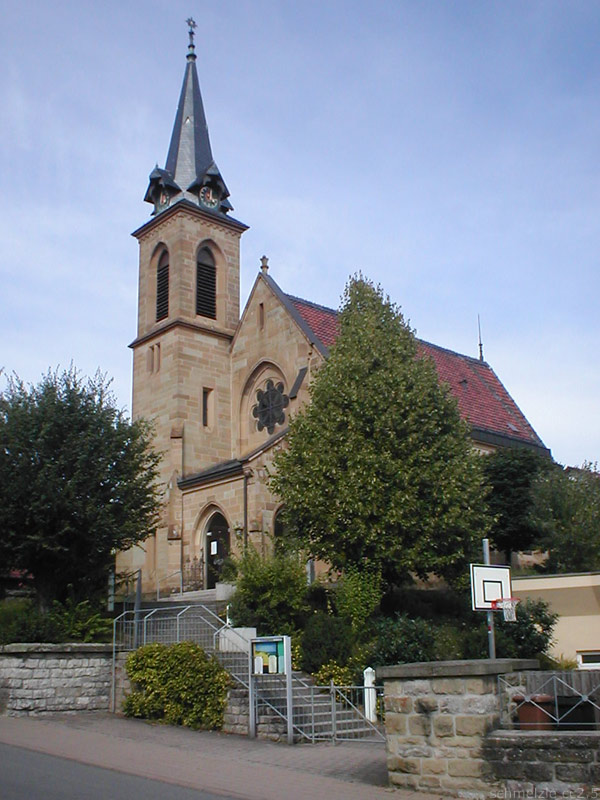
Kościół ewangelicki